# The Von Bondies
The Von Bondies — американская группа альтернативного рока, существовавшая с 1997 по 2011 год.
Группа зародилась в 1997 году, когда Джейсон Столлстаймер и Марси Болен посетили выступление The Cramps и японской гаражной панк-группы Guitar Wolf. Исходное название The Baby Killers и состав группы изменились к 2000 году. На выступлении группы на новогоднем шоу в Детройте в 2000 году оказался владелец Sympathy for the Record Industry, после чего дебютный альбом Lack of Communication был издан на этом лейбле в 2001 году. В 2003 последовал концертный альбом Raw and Rare, а в 2004 — прорывной альбом Pawn Shoppe Heart.
Последний альбом достиг 36-й позиции в UK Albums Chart и 8-й позиции в Billboard's Top Heatseekers chart и продержался в чарте 8 недель. Сингл «C’mon C’mon» с этого альбома достиг 25-й позиции в Billboard Hot 100 и получил национальную радиоротацию. Сокращенная версия песни была использована в заставке к телесериалу Спаси меня на FX, а также была вживую исполнена группой в фильме Майкла Уинтерботтома 9 песен.
Группа часто разъезжала в турах по Америке, Европе и Австралии в качестве хедлайнеров, совместно с группами The Kills, Kasabian, Franz Ferdinand, Modey Lemon, SSM, The Subways, The Stills, Hot Panda и The Donnas. Они также участвовали в Late Show with David Letterman, Last Call with Carson Daly и CD:UK.
В июле 2011 года группа была расформирована. Они воссоединились в 2020 году и планировали тур, но от этих планов пришлось отказаться из-за пандемии COVID-19. С тех пор музыканты стали участвовать в других проектах.

## Дискография
Альбомы
- Lack of Communication (Sympathy For The Record Industry, 2001)
- Raw and Rare (Intheact Records/Dim Mak Records, 2003)
- Pawn Shoppe Heart (Sire Records, 2004)
- Love, Hate and Then There's You (Majordomo Records, 2009)

EP
- We Are Kamikazes (Intheact Records, 2008)

Синглы
- "Nite Train 7" (D wreckED hiT Records, 2000)
- "It Came From Japan" 7" (Sympathy For The Record Industry, 2001)
- "It Came From Japan" CD Single (Sweet Nothing, 2002)
- "Tell Me What You See" 7" (Must Destroy Music, 2002)
- "C'mon C'mon" 7" (WEA international, 2004)
- "C'mon C'mon" CD Single (WEA International, 2004)
- "Tell Me What You See" CD Single Part 1 (WEA International, 2004)
- "Tell Me What You See" CD Single Part 2 (WEA International, 2004)
- "Tell Me What You See" 7" (Sire Records, 2004)
- "Pale Bride" 7" (Majordomo Records, 2008)

Видеоклипы
- C'mon C'mon
- Tell Me What You See
- Pale Bride
- It Came From Japan